# 日报

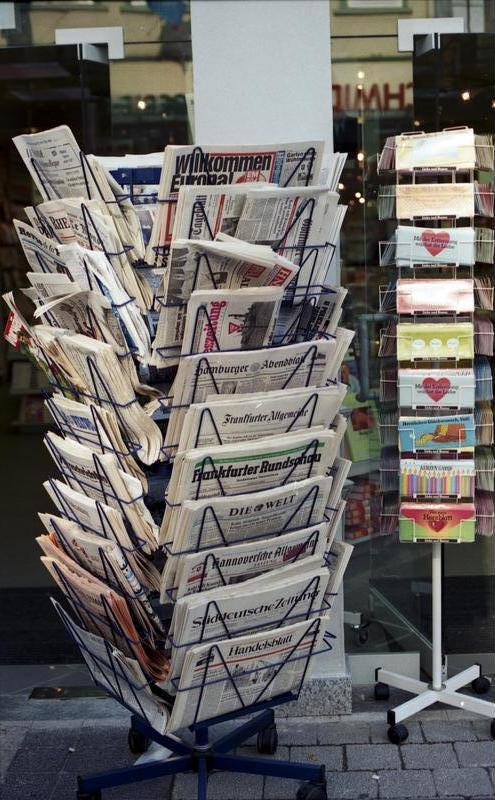
報紙

日報，又稱早報，指每日凌晨至上午之間印刷、發行的報紙，有別於中午至下午間出刊的晚報，或其他發行頻率的週報等等。
日報報導的範圍通常為出刊日前一日所發生的所有新聞。截稿、編輯時間大多為出刊日前一天的晚間至夜間，而印刷則從前一日夜間開始至出刊日當天凌晨，並於出刊日當天早上派送至訂戶及零售點。
依照報紙作業屬性不同，日報通常在晚上之前會召開第一次編輯會議，決定當日新聞走向，並調度人員，有些報紙甚至從早上就開始展開編輯會議。第一線記者通常在第一次編輯會議之前需要「報稿」，也就是告知報社當日有何新聞，會如何處理。依照版面不同，預發版面的稿子截稿時間可能設定在三天之前，而新聞版面的文稿則陸續在下午至晚間截稿，依照發行網路的大小，最後的截稿時間也有不同的彈性變化。一般而言，一般大型日報最遲的截稿時間在午夜左右，許多發行地區遼闊的日報，甚至會有多次截稿時間，日本有些日報甚至依照地區不同，可以發行三次報紙，以東京地區的截稿時間最晚。
日報一般為每日出報，但受到國情影響，歐美許多地區的日報以週一至週五的上班日為主，週末有些報紙照常出報，但也有些在星期五或星期六製作週末版，週日不出報。也有日報將週末的報紙獨立成“週末報”，形式、內容、價格都與上班日的日報不同。

## 外部連結
- Today's Front Pages Newseum